# Cybianthus glabrus
Cybianthus glabrus är en viveväxtart som först beskrevs av Carl Christian Mez, och fick sitt nu gällande namn av G. Agostini. Cybianthus glabrus ingår i släktet Cybianthus, och familjen viveväxter. Inga underarter finns listade i Catalogue of Life.